# Cantón de Villemur-sur-Tarn
El cantón de Villemur-sur-Tarn es una división administrativa francesa, situada en el departamento de Alto Garona y la región de Mediodía-Pirineos.

## Composición
El cantón de Villemur-sur-Tarn incluye siete comunas:
- Villemur-sur-Tarn
- Villematier
- La Magdelaine-sur-Tarn
- Mirepoix-sur-Tarn
- Bondigoux
- Layrac-sur-Tarn
- Le Born